# 塞内沙斯
塞内沙斯（法語：Sénéchas，法語發音：[seneʃas]）是法国加尔省的一个市镇，属于阿莱斯区。

## 地理
塞内沙斯（44°19'31"N, 4°1'40"E）面积14.86 平方千米，位于法国奧克西塔尼大區加尔省，该省份为法国南部沿海省份，南端濒地中海，北起顺时针与阿尔代什省、沃克吕兹省、罗讷河口省、埃罗省、阿韦龙省和洛泽尔省接壤。
与塞内沙斯接壤的市镇（或旧市镇、城区）包括：马尔博斯克、欧雅克、尚邦、孔库勒、热诺拉克。
塞内沙斯的时区为UTC+01:00、UTC+02:00（夏令时）。

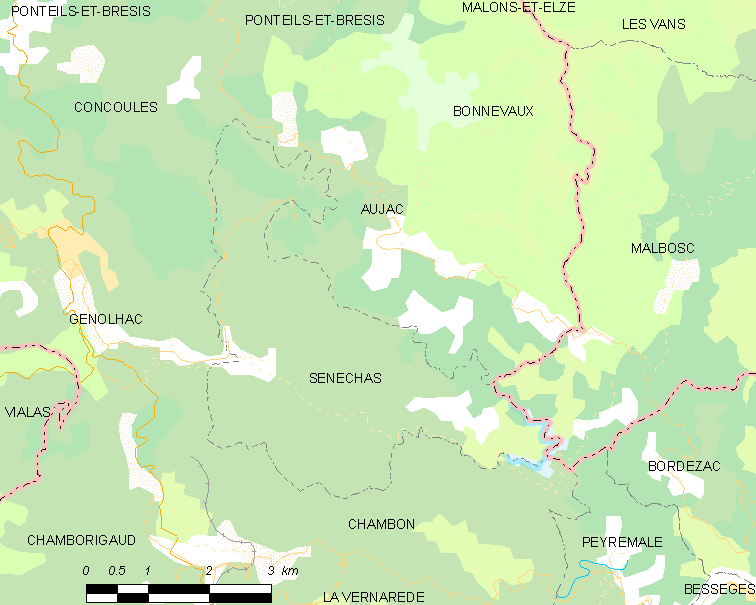
塞内沙斯的OSM定位图

## 行政
塞内沙斯的邮政编码为30450，INSEE市镇编码为30316。

## 政治
塞内沙斯所属的省级选区为拉格朗孔布县。

## 人口

1962-2008年间塞内沙斯人口变化图示

塞内沙斯于2022年1月1日时的人口数量为241人。